# Dounia Coesens
Dounia Coesens (Aix-en-Provence, 20 settembre 1988) è un'attrice e modella francese, conosciuta per la sua partecipazione al programma televisivo Fort Boyard e alla soap opera Bella è la vita.

## Filmografia

### Cinema
- Vive la crise!, regia di Jean-François Davy (2017)
- Mon père s'appelle Bernard Menez, regia di Xavier Bernard (2021)

### Cortometraggi
- Poids plume, regia di Nolwenn Lemesle (2005)
- Déroute Fabrice, regia di Poirier (2010)
- En attendant Longwood, regia di Thomas Griffet (2011)
- Intérêt général, regia di Hafid Aboulahyane (2012)
- Déconnexion, regia di Jérémie Prigent e François Rémond (2014)
- Dehors, tu vas avoir si froid, regia di Arnaud Sadowski (2015)
- Hasard et Sérendipité sont dans un bateau, regia di Théo Frilet (2016)
- Murder and Hot Topic, regia di Mehdi Francois-Ackerman (2017)
- Les âmes soeurs, regia di Marion Filloque (2017)

### Televisione
- Bella è la vita (Plus belle la vie) – soap opera (2004-2022)
- Insieme appassionatamente (Merci, les enfants vont bien!) – serie TV, episodio 1x01 (2005)
- Merci, les enfrants vont bien – serie TV, 1 episodio (2005)
- Le Proc – serie TV, episodio 1x06 (2006)
- Le temps des amours, regia di Thierry Chabert – film TV (2007)
- Le Réveillon des bones, regia di Michel Hassan – miniserie TV (2007)
- Les filles du désert, regia di Philippe Carrese – film TV (2009)
- Joséphine, ange gardien – serie TV, episodio 13x04 (2012)
- Fort Boyard – programma televisivo (2012)
- Enquêtes réservées – serie TV, episodio 6x02 (2013)
- Camping Paradis – serie TV, 2 episodi (2013; 2019)
- Commissaire Magellan – serie TV, 2 episodi (2013; 2019)
- Delitto tra le dune (La Disparue du Pyla), regia di Didier Albert – film TV (2014)
- Nos chers voisins – serie TV, episodio La fête des voisins (2014)
- Meurtres à la Rochelle, regia di Étienne Dhaene – film TV (2015)
- Instinct – serie TV, episodio L'Échange (2016)
- Nina – serie TV, episodio 3x03 (2017)
- Cassandre – serie TV, episodio 2x03 (2017)
- Voilà Voilà – Web-serie (2016-2017)
- The Beating Hearts Chronicles – serie TV, 3 episodi (2018)
- Le pont des oubliés, regia di Thierry Binisti – film TV (2019)
- Art of Crime (L'Art du crime) – serie TV, 7 episodi (2019-2023)
- La Doc et le Véto – serie TV, 6 episodi (2021-2024)
- Sept mariages pour un enterrement, regia di Pascal Heylbroeck – film TV (2022)
- Tomorrow Is Ours - Il domani è nostro (Demain nous appartient) – soap opera (2022-2024)
- Tom e Lola (Tom et Lola) – serie TV, 12+ episodi (2024-)